# Erika Liriano
Erika Liriano (Nueva York, siglo XX) es una empresaria del cacao de República Dominicana.
Nació en la ciudad de Nueva York, en una familia de agricultores de República Dominicana y se formó en artes escénicas en Fiorello H. LaGuardia High School, también conocida como Fame School en Manhattan. Profesionalmente se especializó en gestión y comercio. Fue gerente de Human Ventures, donde diseñó un sistema back-end para el flujo de transacciones, que logró resultados positivos. En 2022 dirigía la empresa de exportación de cacao Inaru Cacao, que fundó junto con su hermana Janett antes de la pandemia de COVID-19. Esta empresa tiene el objetivo de hacer más justa la distribución de la riqueza que genera el cacao entre todas las personas que intervienen en la cadena de producción y distribución. La empresa logró 1,5 millones de dólares de financiación en 2022. Además, la empresa ha dado certificación ecológica a 300 agricultores y ha logrado contratos exclusivos para 500 toneladas de cacao.
Liriano forma parte de la lista de las 100 mujeres más inspiradoras de 2022 según la BBC.